# 우리 군을 성원하자
우리 군을 성원하자(Support our troops)는 슬로건은 미국과 캐나다의 군부대 및 장병가족들 사이에서 주로 사용되는 슬로건이다. 이 슬로건은 걸프 전쟁과 이라크 전쟁을 포함한 각종 전쟁들에서 사용되었다.

## 상징

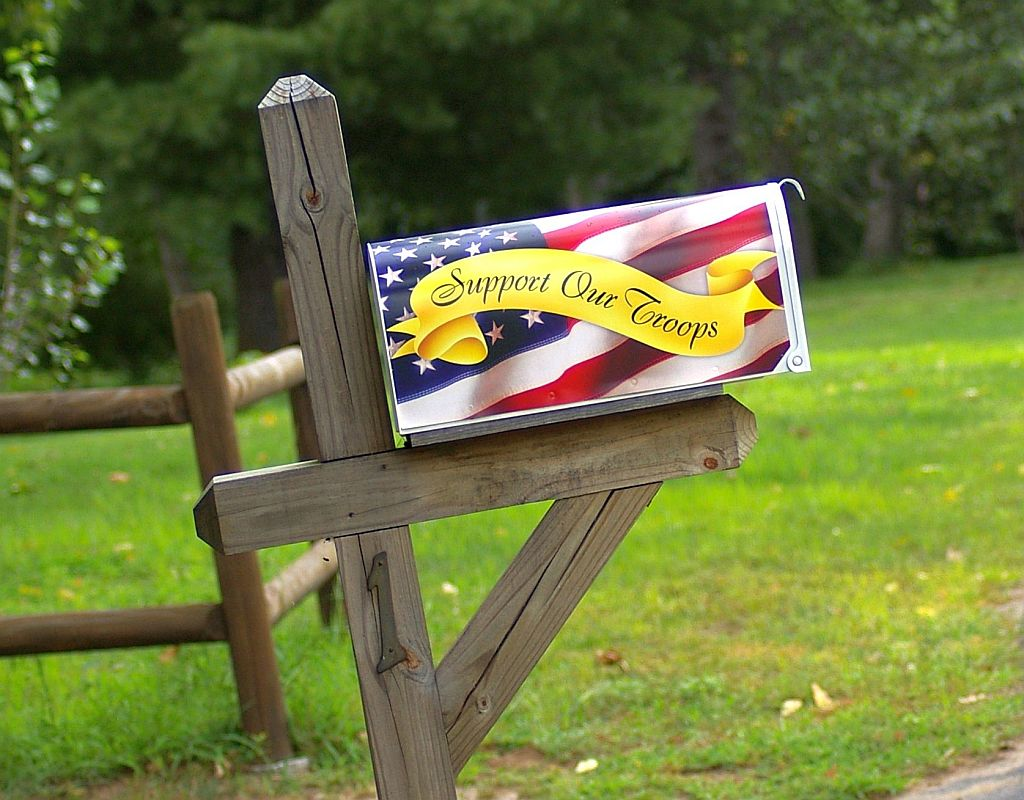
"우리 군을 성원하자"는 문구가 쓰여진 노란 리본이 그려진 우편함의 모습

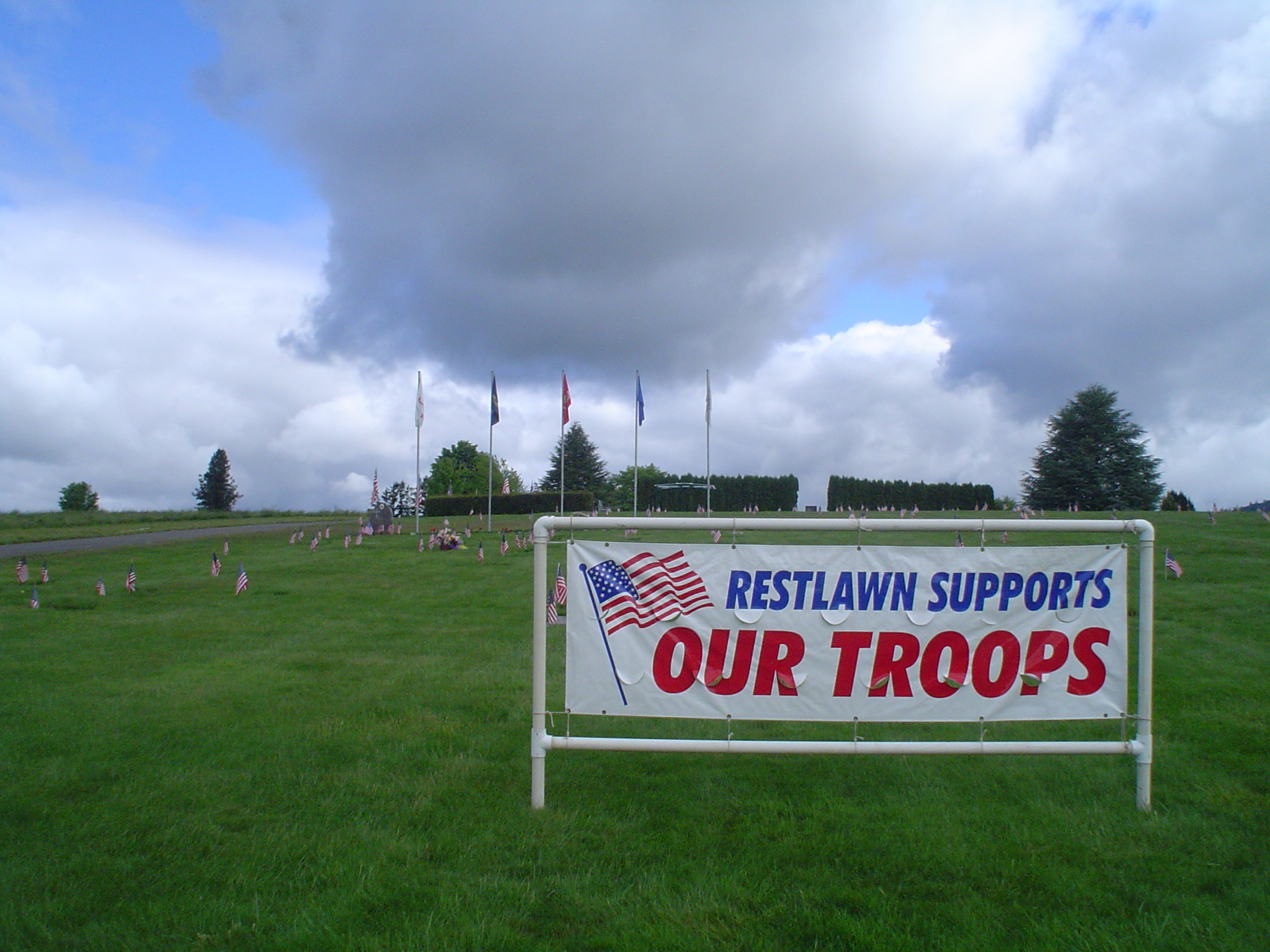
오레곤 주 인디펜던스 시에 있는 어느 묘지 잔디밭에 세워진 "우리 군을 성원하자" 간판

군인장병들이 무사생환하기를 기원하는 의미에서 노란 리본을 사용된다. 적색, 백색, 청색이 섞인 리본은 미국에 대한 애국주의를 의미하며, 적색 리본은 캐나다에서 군대를 지원하자는 의미로 사용된다.

## 논란
종종 우리 군을 성원하자 슬로건은 정치적 선전과 연관되어 논쟁거리가 되기도 했다. 예를 들면, 정부의 외교 정책과 대조적으로 개인적인 입장에서 군대를 지원할 수 있기 때문이었다. 노엄 촘스키는 이 슬로건을 비판하였다.

## 같이 보기
- 메모리얼 데이
- 재향군인의 날
- 테러와의 전쟁